# Ambruse Vanzekin
Ambruse Vanzekin est un joueur de football nigérian, né le 14 juillet 1986, il évolue au poste de gardien de but. Il a fait partie de la sélection olympique du Nigeria lors des Jeux olympiques d'été de 2008. Il obtiendra la médaille d'argent, en perdant face à l'Argentine en finale. Il se fait remarquer comme un des meilleurs à son poste. Aujourd'hui, il joue dans son pays dans le club de Akwa United.